# Whitechapel (TV-serie)
Whitechapel är en brittisk TV-serie som handlar om några poliser som utreder brutala mord i östra London. Den första serien som började sändas år 2009 handlar om en mördare som återskapar Jack uppskärarens mord. Den följdes av tre nya serier i samma miljö.

## Skådespelare (huvudpersoner)
- Rupert Penry-Jones - DI Joseph Chandler
- Philip Davis - DS Ray Miles
- Steve Pemberton - Edward Buchan
- Sam Stockman - DC Emerson Kent
- Claire Rushbrook - Dr. Caroline Llewellyn

## Källa
- Whitechapel IMDb